# Худжефа II
Худжефа II (Седжес) — фараон III династии Древнего царства Древнего Египта. Настоящее имя фараона неизвестно, поскольку слово «худжефа» на древнеегипетском языке обозначает «стёрто». Этот фараон указан в Туринском папирусе, составленном во время правления Рамсеса II. Вероятно, что когда он составлялся, в источнике имя было нечитаемо, о чём была создана отметка. Фараон правил 5—6 лет. Точной его идентификации не существует.

## Идентификация
Сложности в идентификации фараона связаны с тем, что Худжефа — это не личное имя в общепринятом смысле, а древнеегипетское слово, обозначающее «стёрто», которое может означать, что имя на документе, который послужил источником для создания царского списка, было невозможно прочитать, поэтому писец поставил соответствующую отметку. Современные исследователи предполагают, что сначала писец просто отметил «стёрто», но затем ошибочно поместил это слово в картуш, в результате последующие писцы и официальные лица воспринимали его как личное имя фараона.

## Реконструкция хронологии правления
В Туринском царском списке фараон Худжефа указан после фараона III династии Сехемхета. Также фараон присутствует в Абидосском царском списке, где его имя указано как Седжес, что в переводе с древнеегипетского языка означает «опущенный» и имеет то же значение происхождение, что и слово «худжефа». Идентификация Худжефа с каким-то известным по другим источникам фараоном вызывает споры среди египтологов. По мнению Ю. фон Бекерата, Т. Шнайдера и Р. Ханнинга данный правитель был преемником Сехемхета и предшественником Месохриса.
Ю. фон Беккерат относит правление Худжефа к 2663/2613 году. Т. Шнайдер считает, что он правил 5—6 лет.